# Ingo Schwichtenberg
Ingo „Mr. Smile“ Schwichtenberg (* 18. Mai 1965 in Hamburg; † 8. März 1995 ebenda) war der Schlagzeuger der Power-Metal-Band Helloween.

## Werdegang vor Helloween
Ingo Schwichtenberg wurde 1965 in Hamburg geboren und wuchs in einem Reihenhaus in der Nachbarschaft von Kai Hansen auf. Er hat einen älteren Bruder und eine jüngere Schwester, der Vater war Feuerwehrmann. Im Kindesalter lernte Schwichtenberg Blockflöte. Nach dem Tod seiner Mutter 1981 lebte er zusammen mit seinem Vater im Elternhaus.
Schwichtenberg spielte ursprünglich im Schulorchester Klarinette, ehe er 1980 im Alter von 15 Jahren begann, Schlagzeug zu spielen. Im gleichen Jahr traf er in seiner Nachbarschaft auf Kai Hansen, der ihn einlud, zu seiner Band Gentry zu stoßen, zu der auch Markus Grosskopf gehörte. Daraufhin nannte sich die Band Second Hell.
1982 benannte sich die Band in Iron Fist um und Michael Weikath stieß hinzu. Nach dem Schulabschluss machte Schwichtenberg eine Lehre zum Bürokaufmann. Er nahm einige Jobs an, um sich ein professionelles Yamaha-Schlagzeug kaufen zu können, und zog mit seiner damaligen Freundin in eine Wohnung in Hamburg-Dulsberg.
Sowohl der Bandname als auch die Idee, dass die Band bei dem Wort Halloween das a durch ein e ersetzt, soll von Schwichtenberg stammen.

## Helloween
1984 benannte sich die Band in Helloween um und veröffentlichten zuerst eine gleichnamige EP. Im selben Jahr veröffentlichte die Band ihr Debütalbum Walls of Jericho. Nach dem Debütalbum konzentrierte sich Hansen auf die Gitarre und neuer Frontmann der Band wurde der Sänger Michael Kiske.
1987 bzw. 1988 veröffentlichte die Band die Alben Keeper of the Seven Keys Part 1 und Keeper of the Seven Keys Part 2, die zum endgültigen Durchbruch der Band führten. Nach diesen Alben verließ Kai Hansen Helloween, um sich eigenen Projekten zu widmen. Er wurde durch Roland Grapow ersetzt.
Zu Beginn der 1990er Jahre begann für Helloween eine turbulente Zeit: Die Band wechselte zu EMI und musste sich danach mit einer Klage ihrer Ex-Plattenfirma Noise Records auseinandersetzen. 1991 erschien das Album Pink Bubbles Go Ape, das nicht an die beiden Vorgängeralben anschließen konnte und in Deutschland nur importiert werden durfte. In dieser Zeit begann Ingo Schwichtenberg, große Mengen Kokain, Alkohol und Marihuana zu konsumieren. Er litt zudem an einer Psychose (Schizophrenie). Außerdem zeigte er sich mit dem Kurs, den die Band eingeschlagen hatte, unzufrieden.
Nachdem sich die Problematiken in der Band vergrößerten, wurde Schwichtenberg nach der Tour zum Album Chameleon gefeuert und durch Uli Kusch ersetzt.

## Tod
Nach seinem Ende bei Helloween vergrößerten sich Schwichtenbergs psychische Probleme und Suchtprobleme. Am 8. März 1995 verübte Ingo Schwichtenberg Suizid, indem er sich nahe dem Bahnhof Friedrichsberg in Hamburg-Dulsberg vor eine S-Bahn warf. Einen Monat zuvor war sein Vater gestorben.
Die Band Helloween widmete Schwichtenberg das 1996 erschienene Album The Time of the Oath. Laut Ex-Helloween Gitarrist Roland Grapow befasste sich bereits der Song Step Out of Hell auf dem Album Chameleon mit Schwichtenbergs Problematiken und Eskapaden.
Er wurde auf dem Friedhof Volksdorf in seiner Heimatstadt Hamburg beerdigt.
Zum 25. Todestags Schwichtenbergs veröffentlichte die Familie eine Website sowie einen Youtube-Kanal mit persönlichen Erinnerungen an Ingo Schwichtenberg.

## Diskografie

### Mit Helloween

#### Alben
- 1985: Walls of Jericho
- 1987: Keeper of the Seven Keys Part 1
- 1988: Keeper of the Seven Keys Part 2
- 1991: Pink Bubbles Go Ape
- 1993: Chameleon

#### EP
- 1985: Helloween (EP)